# Есекс (окръг, Масачузетс)
Вижте пояснителната страница за други значения на Есекс.
Окръг Есекс (на английски: Essex County) е окръг в щата Масачузетс, Съединени американски щати. Площта му е 2147 km², а населението – 779 018 души (2016). Няма административен център.